# Marek Garmulewicz
Marek Garmulewicz (Mozgawa, 22 de enero de 1968) es un deportista polaco que compitió en lucha libre. Ganó dos medallas en el Campeonato Mundial de Lucha, plata en 1998 y bronce en 1999, y cinco medallas en el Campeonato Europeo de Lucha entre los años 1994 y 2000.
Participó en cuatro Juegos Olímpicos de Verano, ocupando el séptimo lugar en Barcelona 1992, el quinto lugar en Atlanta 1996, el cuarto en Sídney 2000 y el 11.º en Atenas 2004.

## Palmarés internacional
| Campeonato Mundial | Campeonato Mundial      | Campeonato Mundial | Campeonato Mundial |
| Año                | Lugar                   | Medalla            | Categoría          |
| ------------------ | ----------------------- | ------------------ | ------------------ |
| 1998               | Teherán (Irán)          | Medalla de plata   | 97 kg              |
| 1999               | Ankara (Turquía)        | Medalla de bronce  | 97 kg              |
| Campeonato Europeo |                         |                    |                    |
| Año                | Lugar                   | Medalla            | Categoría          |
| 1994               | Roma (Italia)           | Medalla de oro     | 100 kg             |
| 1996               | Budapest (Hungría)      | Medalla de oro     | 100 kg             |
| 1997               | Varsovia (Polonia)      | Medalla de plata   | 97 kg              |
| 1998               | Bratislava (Eslovaquia) | Medalla de plata   | 97 kg              |
| 2000               | Budapest (Hungría)      | Medalla de oro     | 130 kg             |